# Aleste 2
Aleste 2 (アレスタ２) es un videojuego de matamarcianos para MSX2. Es una secuela de Aleste y fue lanzado por Compile para MSX2 en noviembre de 1989 solo en Japón. Este es el primer juego de la serie Aleste en presentar a Ellinor, la heroína de la serie que más tarde apareció en Musha Aleste.

## Adaptación
- Aleste 2 fue adaptado por Manga en enero de 1990 en Japón y es parte del cómic Compile Club.